# モンテ・ポルツィオ・カトーネ
モンテ・ポルツィオ・カトーネ（伊: Monte Porzio Catone）は、イタリア共和国ラツィオ州ローマ県にある、人口約8,600人の基礎自治体（コムーネ）。
カステッリ・ロマーニと総称される都市のひとつ。

## 地理

### 位置・広がり
ローマ県中部のコムーネ。

#### 隣接コムーネ
隣接するコムーネは以下の通り。
- フラスカーティ
- グロッタフェッラータ
- モンテ・コンパトリ
- ローマ

### 気候分類・地震分類
モンテ・ポルツィオ・カトーネにおけるイタリアの気候分類 (it) および度日は、zona D, 2009 GGである。
また、イタリアの地震リスク階級 (it) では、zona 2B (sismicità media) に分類される。

## 行政

### 山岳部共同体
広域行政組織である山岳部共同体 Comunità montana Castelli Romani e Prenestini  (it) に属する。

## 行政

### 分離集落
モンテ・ポルツィオ・カトーネには、以下の分離集落（フラツィオーネ）がある。
- Armetta, Camaldoli, Fontana Candida, Massarosa, Monte Ciuffo, Pilozzo, Pratone - Belvedere, San Marco, Selve di Mondragone, Suore Domenicane di Betania, Villa Vecchia